# Croy (North Lanarkshire)

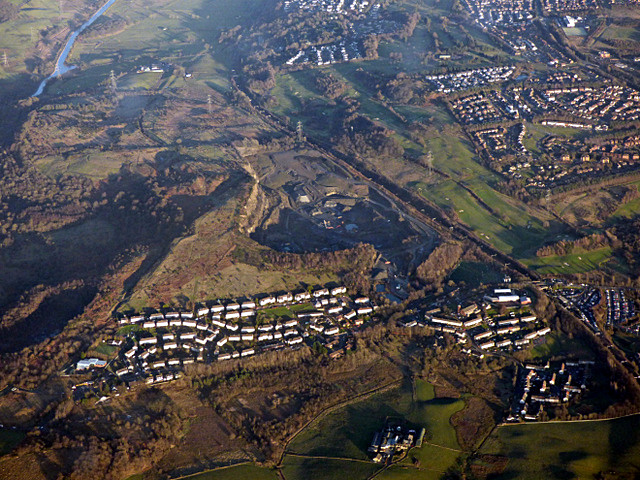
Croy aus der Luft

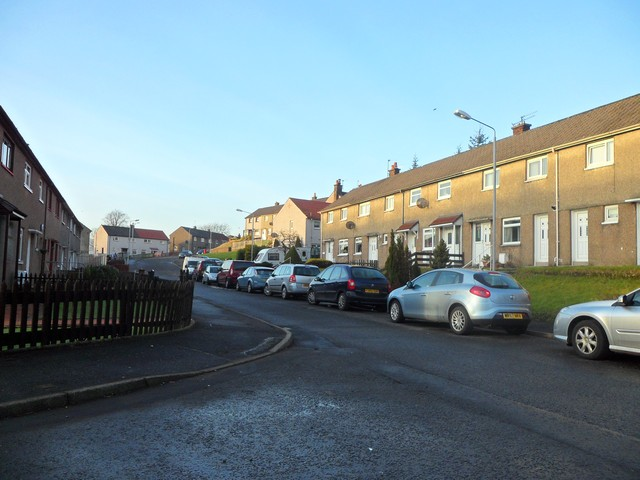
Häuser in Croy

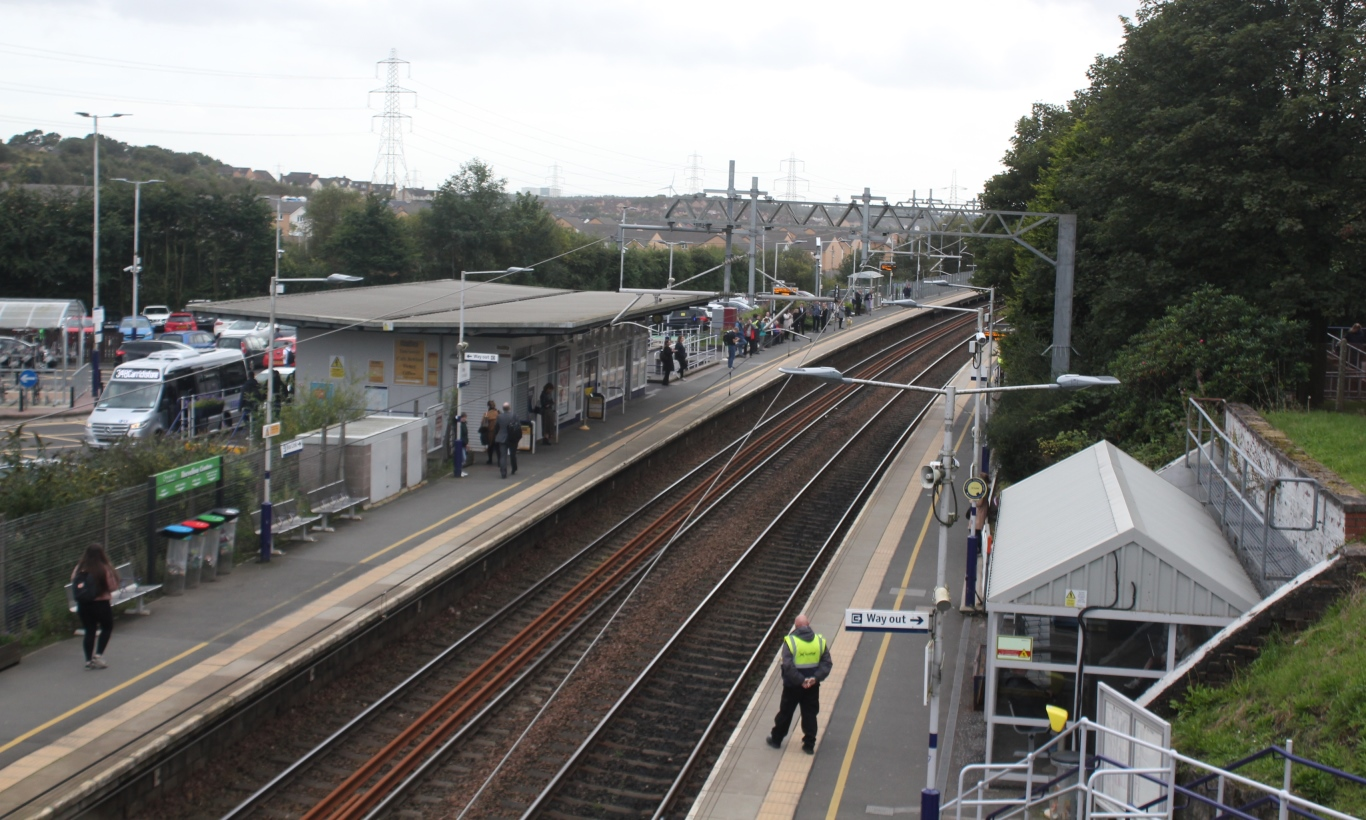
Der Bahnhof von Croy

Croy ist eine Gemeinde (Community Council Area), die östlich von Glasgow in der Region North Lanarkshire in Schottland liegt.

## Geographie
Croy liegt im Norden der Central Lowlands. Die Landschaft ist hügelig und durch Steinbrüche geprägt. Angrenzende Gemeinden sind, jenseits des Flusses Kelvin, Kilsyth im Norden sowie Dullatur im Osten und Craigmarloch im Süden. Weitere Ortschaften in der Nähe sind Smithstone im Süden, Easter Board im Westen und Auchinstarry im Norden.

## Ausstattung
Croy hat sich ab der Mitte des 19. Jahrhunderts in Verbindung mit Bergbau auf Kohle und Eisen entwickelt: Heutzutage gilt es als Wohnort für Menschen, die in Glasgow arbeiten. Zur Ausstattung gehören eine Post, ein Sportzentrum, eine Kirche sowie eine Grundschule.

## Historisches
In Croy gibt es zahlreiche archäologische Überreste des Antoninuswalls, der nordwestlich des Ortes verlief. Im Rahmen der historischen Gliederung Schottlands in Civil Parishes zählt Croy zu Cumbernauld, das zu Dunbartonshire gehörte. Seit deren Auflösung bildet es eine eigenständige Gemeinde.

## Verkehr
Seit 1842 gibt es in Croy einen Bahnhof an der Strecke, die Glasgow mit Edinburgh verbindet. Die quer hierzu verlaufende B802 führt von Kilsyth im Norden nach Chapelhall im Süden.